# Italo-irlandesi
Italo-irlandesi si definiscono quei cittadini irlandesi di origini italiane o discendenti di italiani.

## Storia
Ci sono stati due flussi migratori dall'Italia all'Irlanda nel ventesimo secolo. La prima, dopo la prima guerra mondiale, e la seconda alla fine degli anni Quaranta e Cinquanta. I primi italiani ad arrivare in Irlanda vennero con i Normanni. Nel 18º secolo, gli stucchi abbellirono le case georgiane irlandesi. Nel 19º secolo furono gli italiani a introdurre uno dei primi sistemi di trasporto. Gli italiani del '900 provenivano principalmente dalla provincia di Frosinone.

## Attualità
Gli italiani sono di gran lunga la più grande comunità straniera in Irlanda. Con oltre 4.000 italiani provenienti da circa 600 famiglie sulla costa orientale dell'Irlanda, Cathal O'Shannon incontra alcune di queste famiglie che sono sinonimo del panorama della ristorazione in Irlanda. Le gelaterie italiane, i negozi di fish and chips e i ristoranti fanno parte della vita della maggior parte delle persone che vivono a Dublino.

## Italo-Irlandesi famosi
- Thomas John Barnardo
- Samir Carruthers
- Tony Cascarino
- Pietro Castellitto
- Aisling Franciosi
- Angelo Fusco
- Margaret Mazzantini
- Michelle Rocca